# Markus Persson
Markus Alexej Persson (sinh 1 tháng 6 năm 1979), còn được gọi là Notch hay xNotch, là một nhà lập trình video game người Thụy Điển đã thành lập công ty trò chơi điện tử Mojang cùng với Carl Manneh và Jakob Porser vào cuối năm 2010.
Dự án chính của Persson khi thành lập Mojang là "Minecraft", một trò chơi điện tử đã trở nên phổ biến và được hỗ trợ kể từ khi ra mắt bản demo vào năm 2009. Kể từ khi phát hành Minecraft, Persson đã đạt được những thành công đáng kể trong ngành công nghiệp trò chơi video. Ông giành được nhiều giải thưởng và thiết lập mối quan hệ với các nhà lãnh đạo ngành công nghiệp game. Persson giữ lại vị trí của mình trong vai trò nhà thiết kế chính của Minecraft cho tới khi ra mắt chính thức vào năm 2011, sau đó ông chuyển quyền sáng tạo sang Jens Bergensten. Tháng 11 năm 2014, ông rời Mojang sau khi công ty này được Microsoft mua lại.

## Tiểu sử
Notch sinh ra ở Stockholm vào ngày 1 tháng 6 năm 1979 tại Thụy Điển, mẹ là người Phần Lan và cha là người Thụy Điển. Ông đã sống ở Edsbyn trong bảy năm đầu đời của mình  trước khi cùng gia đình chuyển về Stockholm. Ông bắt đầu lập trình cho máy tính cá nhân Commodore 128 của cha khi lên 7 tuổi. Ông đã từng thử nghiệm nhiều chương trình khác nhau trong chương trình đầu tiên của mình khi 8 tuổi, một trò chơi phiêu lưu dựa trên văn bản.